# 53.º governo da Monarquia Constitucional
O 53.º governo da Monarquia Constitucional e também conhecido como a segunda fase do 25.º governo desde a Regeneração, nomeado a 27 de dezembro de 1905 e exonerado a 20 de março de 1906, foi presidido por José Luciano de Castro. 
A sua constituição era a seguinte:
| Cargo                                                                                 | Detentor | Detentor                           | Período                                      |
| ------------------------------------------------------------------------------------- | -------- | ---------------------------------- | -------------------------------------------- |
| Presidente do Conselho de Ministros                                                   |          | José Luciano de Castro (1834–1914) | 27 de dezembro de 1905 a 20 de março de 1906 |
| Ministro e Secretário de Estado dos Negócios do Reino                                 |          | Eduardo José Coelho (1835–1913)    | 27 de dezembro de 1905 a 20 de março de 1906 |
| Ministro e Secretário de Estado dos Negócios Eclesiásticos e de Justiça               |          | Artur Montenegro (1871–1941)       | 27 de dezembro de 1905 a 20 de março de 1906 |
| Ministro e Secretário de Estado dos Negócios da Fazenda                               |          | Conde de Penha Garcia (1872–1940)  | 27 de dezembro de 1905 a 20 de março de 1906 |
| Ministro e Secretário de Estado dos Negócios da Guerra                                |          | José Matias Nunes (1848–1920)      | 27 de dezembro de 1905 a 20 de março de 1906 |
| Ministro e Secretário de Estado dos Negócios da Marinha e Ultramar                    |          | Manuel Moreira Júnior (1866–1953)  | 27 de dezembro de 1905 a 20 de março de 1906 |
| Ministro e Secretário de Estado dos Negócios Estrangeiros                             |          | António Eduardo Vilaça (1852–1914) | 27 de dezembro de 1905 a 20 de março de 1906 |
| Ministro e Secretário de Estado dos Negócios das Obras Públicas, Comércio e Indústria |          | António Cabral (1863–1956)         | 27 de dezembro de 1905 a 20 de março de 1906 |